# Asclepias longifolia
Asclepias longifolia är en oleanderväxtart som beskrevs av André Michaux. Asclepias longifolia ingår i släktet sidenörter, och familjen oleanderväxter. Inga underarter finns listade i Catalogue of Life.